# Lavatera cachemiriana
Lavatera cachemiriana là một loài thực vật có hoa trong họ Cẩm quỳ. Loài này được Cambess. mô tả khoa học đầu tiên năm 1841.